# Draft NBA 2010
Il Draft NBA 2010 si è svolto il 24 giugno 2010 al Madison Square Garden di New York.

## Regole di eleggibilità
- Tutti i giocatori devono avere o compiere almeno 19 anni l'anno del draft. I giocatori eleggibili nel draft 2010 devono essere nati il 31 dicembre 1991 o prima.
- Ogni giocatore che non si definisce come "giocatore internazionale", come definito dalla CBA, deve essere stato rimosso dalla graduatoria della sua high school da almeno un anno.

## Giocatori scelti al 1º giro
|  | Indica un giocatore che è stato selezionato per almeno un All-Star Game ed è inserito in un All-NBA Team |
|  | Indica un giocatore che è stato selezionato per almeno un All-Star Game                                  |
|  | Indica un giocatore che non ha mai giocato una partita in NBA                                            |

| Scelta | Giocatore         | Ruolo | Nazionalità | Squadra NBA                                                                 | Scuola/ex squadra       |
| ------ | ----------------- | ----- | ----------- | --------------------------------------------------------------------------- | ----------------------- |
| 1      | John Wall         | PG    | Stati Uniti | Washington Wizards                                                          | Kentucky (Fr.)          |
| 2      | Evan Turner       | SG    | Stati Uniti | Philadelphia 76ers                                                          | Ohio State (Jr.)        |
| 3      | Derrick Favors    | PF    | Stati Uniti | New Jersey Nets                                                             | Georgia Tech (Fr.)      |
| 4      | Wesley Johnson    | SF    | Stati Uniti | Minnesota Timberwolves                                                      | Syracuse (Jr.)          |
| 5      | DeMarcus Cousins  | C     | Stati Uniti | Sacramento Kings                                                            | Kentucky (Fr.)          |
| 6      | Ekpe Udoh         | PF    | Stati Uniti | Golden State Warriors                                                       | Baylor (Jr.)            |
| 7      | Greg Monroe       | PF    | Stati Uniti | Detroit Pistons                                                             | Georgetown (So.)        |
| 8      | Al-Farouq Aminu   | SF    | Stati Uniti | Los Angeles Clippers                                                        | Wake Forest (So.)       |
| 9      | Gordon Hayward    | SF    | Stati Uniti | Utah Jazz (da New York via Phoenix)                                         | Butler (So.)            |
| 10     | Paul George       | SF    | Stati Uniti | Indiana Pacers                                                              | Fresno State (So.)      |
| 11     | Cole Aldrich      | C     | Stati Uniti | New Orleans Hornets (scambiato con Oklahoma City)                           | Kansas (Jr.)            |
| 12     | Xavier Henry      | G     | Stati Uniti | Memphis Grizzlies                                                           | Kansas (Fr.)            |
| 13     | Ed Davis          | PF    | Stati Uniti | Toronto Raptors                                                             | Carolina del Nord (So.) |
| 14     | Patrick Patterson | PF    | Stati Uniti | Houston Rockets                                                             | Kentucky (Jr.)          |
| 15     | Larry Sanders     | PF    | Stati Uniti | Milwaukee Bucks (da Chicago)                                                | VCU (Jr.)               |
| 16     | Luke Babbitt      | SF    | Stati Uniti | Minnesota Timberwolves (da Charlotte via Denver, scambiato con Portland)    | Nevada (So.)            |
| 17     | Kevin Séraphin    | PF    | Francia     | Chicago Bulls (da Milwaukee, scambiato con Washington)                      | Cholet Basket (Francia) |
| 18     | Eric Bledsoe      | PM    | Stati Uniti | Oklahoma City Thunder (da Miami, scambiato con LA Clippers)                 | Kentucky (Fr.)          |
| 19     | Avery Bradley     | PM    | Stati Uniti | Boston Celtics                                                              | Texas (Fr.)             |
| 20     | James Anderson    | SG    | Stati Uniti | San Antonio Spurs                                                           | Oklahoma State (Jr.)    |
| 21     | Craig Brackins    | PF    | Stati Uniti | Oklahoma City Thunder (scambiato con New Orleans)                           | Iowa State (Jr.)        |
| 22     | Elliot Williams   | SG    | Stati Uniti | Portland Trail Blazers                                                      | Memphis (So.)           |
| 23     | Trevor Booker     | PF    | Stati Uniti | Minnesota Timberwolves (da Utah via Philadelphia, scambiato con Washington) | Clemson (Sr.)           |
| 24     | Damion James      | PF    | Stati Uniti | Atlanta Hawks (scambiato con New Jersey)                                    | Texas (Sr.)             |
| 25     | Dominique Jones   | SG    | Stati Uniti | Memphis Grizzlies (da Denver, scambiato con Dallas)                         | South Florida (Jr.)     |
| 26     | Quincy Pondexter  | SF    | Stati Uniti | Oklahoma City Thunder (da Phoenix, scambiato con New Orleans)               | Washington (Sr.)        |
| 27     | Jordan Crawford   | SG    | Stati Uniti | New Jersey Nets (da Dallas, scambiato con Atlanta)                          | Xavier (So.)            |
| 28     | Greivis Vásquez   | PM    | Venezuela   | Memphis Grizzlies (da L.A. Lakers)                                          | Maryland (Sr.)          |
| 29     | Daniel Orton      | C     | Stati Uniti | Orlando Magic                                                               | Kentucky (Fr.)          |
| 30     | Lazar Hayward     | SF    | Stati Uniti | Washington Wizards (da Cleveland, scambiato con Minnesota)                  | Marquette (Sr.)         |

## Giocatori scelti al 2º giro
| Scelta | Giocatore          | Ruolo | Nazionalità            | Squadra NBA                                                                        | Scuola/ex squadra              |
| ------ | ------------------ | ----- | ---------------------- | ---------------------------------------------------------------------------------- | ------------------------------ |
| 31     | Tibor Pleiß        | C     | Germania               | New Jersey Nets (scambiato con Oklahoma City via Atlanta)                          | Brose Baskets (Germania)       |
| 32     | Dexter Pittman     | C     | Stati Uniti            | Miami Heat (da Minnesota via Oklahoma City)                                        | Texas (Sr.)                    |
| 33     | Hassan Whiteside   | C     | Stati Uniti            | Sacramento Kings                                                                   | Marshall (Fr.)                 |
| 34     | Armon Johnson      | PM    | Stati Uniti            | Portland Trail Blazers (da Golden State)                                           | Nevada (Jr.)                   |
| 35     | Nemanja Bjelica    | AP    | Serbia                 | Washington Wizards (scambiato con Minnesota)                                       | Stella Rossa Belgrado (Serbia) |
| 36     | Terrico White      | SG    | Stati Uniti            | Detroit Pistons                                                                    | Mississippi (So.)              |
| 37     | Darington Hobson   | SF    | Stati Uniti            | Milwaukee Bucks (da Philadelphia)                                                  | New Mexico (Jr.)               |
| 38     | Andy Rautins       | SG    | Canada                 | New York Knicks                                                                    | Syracuse (Sr.)                 |
| 39     | Landry Fields      | SF    | Stati Uniti            | New York Knicks (da L.A. Clippers via Denver)                                      | Stanford (Sr.)                 |
| 40     | Lance Stephenson   | SG    | Stati Uniti            | Indiana Pacers                                                                     | Cincinnati (Fr.)               |
| 41     | Jarvis Varnado     | PF    | Stati Uniti            | Miami Heat (da New Orleans)                                                        | Mississippi State (Sr.)        |
| 42     | Da'Sean Butler     | SF    | Stati Uniti            | Miami Heat (da Toronto)                                                            | West Virginia (Sr.)            |
| 43     | Devin Ebanks       | SF    | Stati Uniti            | Los Angeles Lakers (da Memphis)                                                    | West Virginia (So.)            |
| 44     | Jerome Jordan      | C     | Giamaica               | Milwaukee Bucks (da Chicago via Portland e Golden State)                           | Tulsa (Sr.)                    |
| 45     | Paulão             | C     | Brasile                | Minnesota Timberwolves (da Houston)                                                | CB Murcia (Spagna)             |
| 46     | Gani Lawal         | PF    | Stati Uniti            | Phoenix Suns (da Charlotte)                                                        | Georgia Tech (Jr.)             |
| 47     | Tiny Gallon        | PF    | Stati Uniti            | Milwaukee Bucks                                                                    | Oklahoma (Fr.)                 |
| 48     | Latavious Williams | PF    | Stati Uniti            | Miami Heat (scambiato con Oklahoma City)                                           | Tulsa 66ers (D-League)         |
| 49     | Ryan Richards      | PF    | Regno Unito            | San Antonio Spurs                                                                  | CB Gran Canaria (Spagna)       |
| 50     | Solomon Alabi      | C     | Nigeria                | Dallas Mavericks (da Oklahoma City, scambiato con Toronto)                         | Florida State (So.)            |
| 51     | Magnum Rolle       | C     | Bahamas                | Oklahoma City Thunder (da Portland, via Dallas e Minnesota, scambiato con Indiana) | Louisiana Tech (Sr.)           |
| 52     | Luke Harangody     | PF    | Stati Uniti            | Boston Celtics                                                                     | Notre Dame (Sr.)               |
| 53     | Pape Sy            | SF    | Francia                | Atlanta Hawks                                                                      | STB Le Havre (Francia)         |
| 54     | Willie Warren      | PM    | Stati Uniti            | Los Angeles Clippers (da Denver)                                                   | Oklahoma (So.)                 |
| 55     | Jeremy Evans       | SF    | Stati Uniti            | Utah Jazz                                                                          | Western Kentucky (Sr.)         |
| 56     | Hamady N'Diaye     | C     | Senegal                | Minnesota Timberwolves (da Phoenix, scambiato con Washington)                      | Rutgers (Sr.)                  |
| 57     | Ryan Reid          | PF    | Stati Uniti / Giamaica | Indiana Pacers (da Dallas, scambiato con Oklahoma City)                            | Florida State (Jr.)            |
| 58     | Derrick Caracter   | PF    | Stati Uniti            | Los Angeles Lakers                                                                 | UTEP (Jr.)                     |
| 59     | Stanley Robinson   | SF    | Stati Uniti            | Orlando Magic                                                                      | Connecticut (Sr.)              |
| 60     | Dwayne Collins     | PF    | Stati Uniti            | Phoenix Suns (da Cleveland)                                                        | Miami (Sr.)                    |

Legenda
| PM | Playmaker | SG | Guardia tiratrice | SF | Ala piccola | PF | Ala grande | C | Centro |